# Isabel de Clarence
Isabel de Clarence (Londres, 10 de dezembro de 1820 – Londres, 4 de março de 1821) foi a filha de Guilherme IV do Reino Unido (na época, Guilherme, Duque de Clarence e St. Andrews) e Adelaide de Saxe-Meiningen. Era neta de Jorge III do Reino Unido e prima de Vitória do Reino Unido.
Depois de sofrer um aborto e ter uma filha que morreu pouco depois do nascimento, a terceira gravidez de Adelaide também não prosseguiu como esperado. Ela deu à luz uma menina seis semanas prematura, que foi batizada no mesmo dia por William Howley, então Bispo de Londres.
Guilherme e Adelaide queriam chamar a menina de "Georgiana", porém o rei Jorge IV pediu que ela se chamasse "Elizabeth". O casal concordou e ela foi batizada "Elizabeth Georgiana Adelaide". Ela viveu o resto de seus dias no Palácio de St. James. Depois de "ser tomada repentinamente com a doença fatal" na cárdia, Isabel morreu com doze semanas de idade. Adelaide sofreria mais três abortos após a morte da filha.
Isabel foi enterrada na Capela de São Jorge, no Palácio de Windsor, em 10 de março de 1821. Durante sua curta vida, ela permaneceu à frente de Vitória na linha de sucessão ao trono britânico.